# Crassiphyllum fernandesii
Crassiphyllum fernandesii är en bladmossart som beskrevs av Ryszard Ochyra 1991. Crassiphyllum fernandesii ingår i släktet Crassiphyllum och familjen Thamnobryaceae. Inga underarter finns listade i Catalogue of Life.